# Nokia 6234
Nokia 6234 — мобильный телефон, разработанный и производимый компанией Nokia. Анонсирован в 2005 году.

## Возможности
Пользовательский интерфейс
- Пользовательский интерфейс платформы S40
- Усовершенствованный интерфейс, обеспечивающий быструю навигацию
- Анимированное трехмерное меню и графические элементы
- Боковые кнопки регулировки громкости, выполняющие также функцию зума
- Отдельная кнопка включения камеры и фотосъемки

Встроенная цифровая камера
- 2-мегапиксельная камера с 8-кратным плавным цифровым зумом и отдельной кнопкой включения камеры и фотосъемки
- Поддержка режима горизонтальной ориентации
- Видоискатель во весь дисплей
- Печать изображений напрямую с телефона через Bluetooth-соединение или с помощью карточки MMC (зависит от принтера)

Мультимедиа
- Встроенный видеопроигрыватель для загрузки, воспроизведения и просмотра в потоковом режиме видеофайлов в форматах H.263 и MPEG-4.
- Привязка видеоролика и музыки к телефонным номерам абонентов
- Интерактивные многопользовательские 4D-игры
- Музыкальный проигрыватель с поддержкой форматов MP3, MP4,WMA,WAV, eAAC+ и AAC
- Предустановленные полифонические мелодии в форматах MIDI, MP3, eAAC+ и сигналы уведомления о входящих сообщениях
- Загрузка мелодий вызова, тем и фоновых изображений через сотовую сеть
- Загрузка/выгрузка изображений и видеороликов
- Услуги Kodak Photo для высококачественной и простой печати
- Стерео FM-радио
- Передача видео
- Потоковое видео 3GPP для мобильного доступа к последним новостям, спортивным событиям, прогнозам погоды и развлечениям

Подключение
- Передача изображений, видеоклипов, аудио- и других файлов
- Беспроводная технология Bluetooth: широкий выбор профилей и интерфейсов API для оптимального соединения
- ИК-порт
- Простая удаленная и локальная синхронизация с ПК и другими совместимыми устройствами
- Полная поддержка OMA DRM 2.0 препятствует копированию защищенных авторским правом материалов
- Поддержка функции портативной рации Push-to-Talk в сотовой сети (PoC) позволяет использовать телефон как рацию

Голосовые функции
- Поддержка портативной рации Nokia Push-to-Talk с отдельной клавишей
- Два стереодинамика (каждый 15 мм x 11 мм)
- Объемное стереозвучание
- Функция аудиосообщений Nokia Xpress
- 16 голосовых команд
- Встроенные динамики громкой связи
- Голосовой набор, 25 настроек

Управление вызовами
- Быстрый набор: до 9 имен
- Вызов последнего номера из списка набранных номеров (список набранных номеров открывается нажатием на клавишу вызова)
- Автодозвон (до 10 попыток)
- Автоматический ответ (работает только с гарнитурами и автомобильными комплектами)
- Ожидание вызова, удержание вызова, переадресация вызова, таймер звонков
- Автоматический и ручной выбор сети
- Определение номера абонента с выводом изображения
- Закрытая группа
- Поддержка списка фиксированных номеров набора, допускающего вызовы лишь на заранее определенные номера
- Конференц-связь (до 5 участников)
- Виброзвонок

Приложения
- Усовершенствованный Java-клиент электронной почты с простыми настройками и фильтром спама
- Синхронизация данных
- Клиент Visual Radio
- Беспроводные презентации
- Блокнот и диктофон для голосовых заметок
- Translator
- World Clock II
- Converter II
- Java MIDP 2.0 с API-интерфейсом Bluetooth упрощает загрузку новых приложений
- Передача видео
- Активный режим ожидания

### Аксессуары
- Батарея: BP-6M
- Гарнитура (стерео): HS-23